# Bougainvillia rugosa
Bougainvillia rugosa är en nässeldjursart som beskrevs av Clarke 1882. Bougainvillia rugosa ingår i släktet Bougainvillia och familjen Bougainvilliidae. Arten har ej påträffats i Sverige. Inga underarter finns listade i Catalogue of Life.